# بایرام بدنی
بایرام بدنی یک روستا در ایران است که در دهستان ارشق شرقی واقع شده‌است. بایرام بدنی ۱۰۳ نفر جمعیت دارد.